# Alleanza Patriottica per il Cambiamento
L'Alleanza Patriottica per il Cambiamento (in spagnolo: Alianza Patriótica por el Cambio - APC) è stata una lista elettorale paraguaiana costituitasi in vista delle elezioni generali del 2008 e formata da: 
- Partito Liberale Radicale Autentico;
- Partito Incontro Nazionale;
- Partito Democratico Progressista;
- Partito Rivoluzionario Febrerista;
- Partito Democratico Cristiano;
- Paese Solidale;
- Fronte Ampio;
- Movimento per il Socialismo.

La coalizione ottenne la vittoria elettorale: il candidato alle presidenziali del 2008, Fernando Lugo, divenne Presidente della Repubblica.
Successivamente la coalizione si sciolse: in particolare, in vista delle elezioni presidenziali del 2013, Partito Rivoluzionario Febrerista e Partito Democratico Cristiano costituirono Avanza País, mentre Paese Solidale, Fronte Ampio e Movimento per il Socialismo formarono il Fronte Guasú.